# La Chapelle-Launay
 La Chapelle-Launay  es una población y comuna francesa, situada en la región de Países del Loira, departamento de Loira Atlántico, en el distrito de Saint-Nazaire y cantón de Savenay.

## Demografía
| 1211 | 1307 | 1354 | 1839 | 2249 | 2258 |
| Para los censos de 1962 a 1999 la población legal corresponde a la población sin duplicidades (Fuente: INSEE [Consultar]) |      |      |      |      |      |

## Lugares de interés
- Torres de molino de viento.

### Monumentos
- La Abadía de Nuestra Señora de Alba Corona
- Mareil